# Helmut Berger

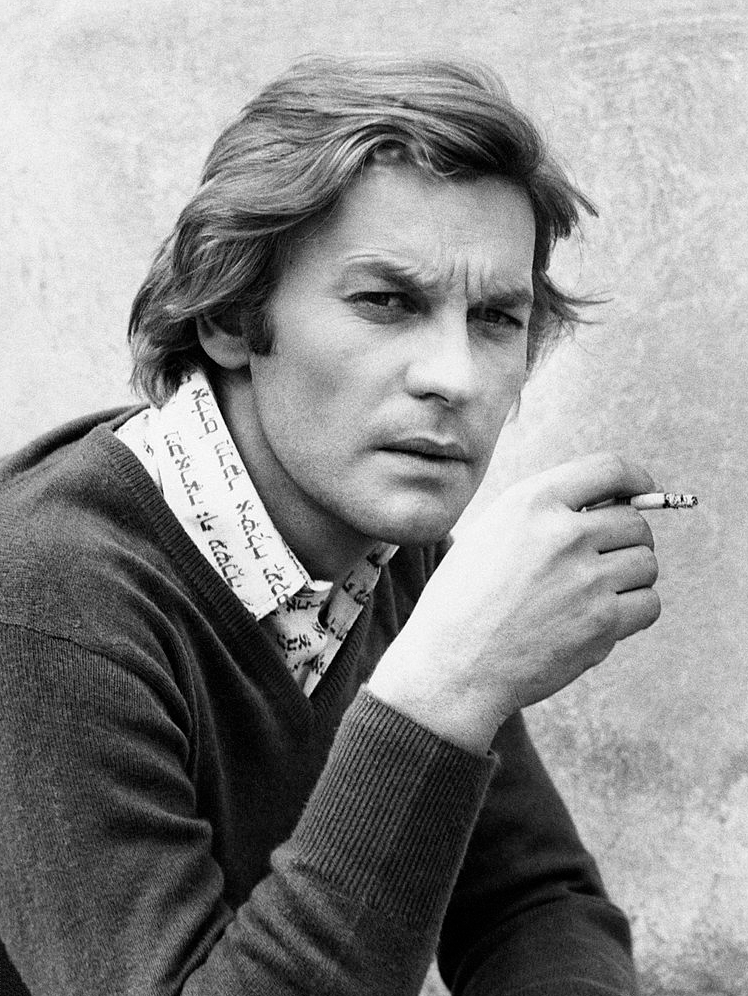
Helmut Berger, 1974.

Helmut Berger, ursprungligen Steinberger, född 29 maj 1944 i Bad Ischl, Oberösterreich, död 18 maj 2023 i Salzburg, var en österrikisk skådespelare.
Helmut Berger var länge främst verksam i Italien. Där inledde han ett förhållande med regissören Luchino Visconti och medverkade i ett antal av dennes filmer, bland annat De fördömda (1969) och framför allt Ludvig, som brukar betecknas som höjdpunkten i hans karriär. Han spelade också huvudrollen i Massimo Dallamanos skräckfilm Dorian Gray (1970). Under 1983–1984 medverkade han i den amerikanska TV-serien Dynastin.
Visconti dog 1976, vilket ledde till en svår kris för Berger, som hade missbruksproblem och försökte ta sitt liv. Han hade även ett förhållande med skådespelerskan Marisa Berenson. Han var 1994–2010 gift med den italienska aktrisen Francesca Guidato. Efter 40 år i Italien flyttade han till Salzburg 2004.